# Кондрово

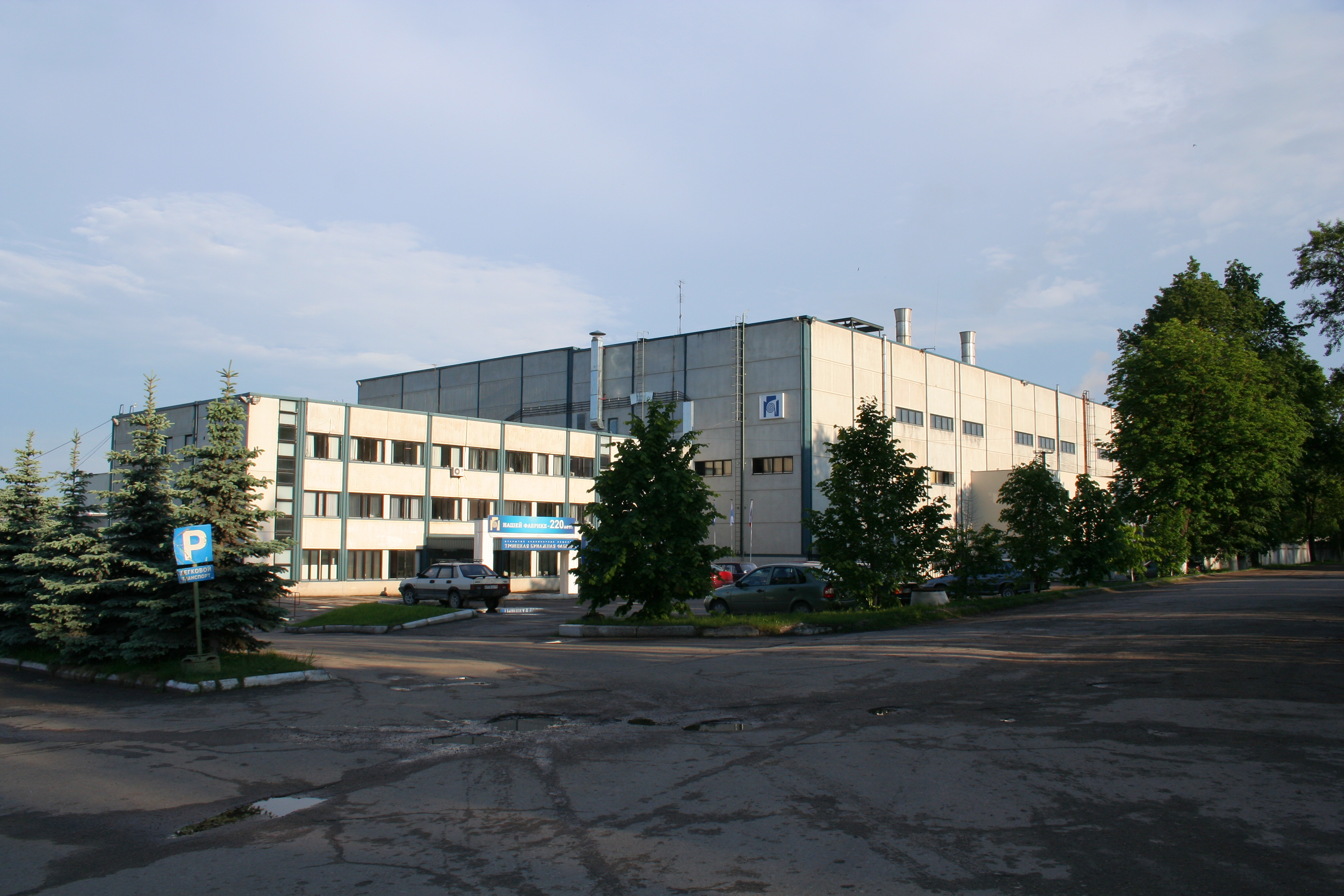
Головний корпус Троїцької паперової фабрики

Ко́ндрово — місто (з 1938 року) в Росії, адміністративний центр Дзержинського району Калузької області.

## Географія
Місто, у минулому — село Троїцької волості Мединського повіту, розташоване на річці Шаня (притока Угри (басейн Оки), за 46 км від Калуги, на Середньоросійській височині.

## Історія
Місто вперше згадується 1615 р. в писцевій книзі Мединського повіту 1628—1629 рр. як село Кондырево; цей рік прийнято вважати роком заснування Кондрово. Виникнення поселення і його назву пов'язують з князями Кондиревими, «служивими людьми» Великого Князя Московського.
У 1785 р. князь Я. А. Козловський почав будівництво паперової фабрики на р. Шані на своїй кріпосної землі. У 1799 р П. Г. Щепочкін, купивши маєток, також почав будівництво паперової фабрики на лівому березі р. Шані. Новий власник Троїцького секунд-майор А. С. Хлюстін, купивши його в 1806 у Козловського, побудував при фабриці «бірюзовий» завод.
З 1929 р. Кондрово отримало статус робітничого селища. 25 березня 1938 вийшла постанова ВЦВК «Про об'єднання робітничих селищ Кондрово і Троїцького Дзержинського району Західної області в один населений пункт і перетворення цього населеного пункту в місто».

## Економіка
Містоутворюючі підприємства:
- Підприємство «Кондровська паперова компанія» — в даний час виробляє гофропродукцію.
- Троїцька паперова фабрика — виробляє пергамент і вологостійкий папір;
- Підприємство «Гігієна Сервіс» — виробляє предмети жіночої гігієни, памперси для дорослих.
- Підприємство «ЦПХ» — виробляє пергамент, серветки. Фірма Веста виробництво гофропродукції.
- Кондровський хлібокомбінат — хлібобулочні вироби, макарони, безалкогольні напої, кондитерські вироби.